# Linus van Pelt
Linus van Pelt is een personage uit Charles M. Schulz' stripserie Peanuts. Hij maakte zijn debuut in de strip op 19 september 1952, maar op 14 juli van dat jaar werd er al over hem gesproken.

## Personage
Linus is het broertje van Lucy van Pelt en de broer van Rerun van Pelt. Tevens is hij de beste vriend van Charlie Brown.
Hoewel hij jong is, is Linus behoorlijk slim. Hij treedt vaak op als de filosoof en theoloog van de Peanuts-groep. Hij heeft de gewoonte om de Evangeliën te citeren. Tevens is hij de bedenker van zijn eigen quasi-religieuze wezen genaamd de “Grote Pompoen”, die volgens hem elk jaar rond Halloween zou verschijnen. Linus is de enige die in deze pompoen gelooft, maar hij probeert geregeld anderen ook ervan te overtuigen dat de pompoen bestaat.
Linus wordt vrijwel nooit gezien zonder zijn blauwe dekentje, dat hij altijd over zijn schouder bij zich draagt terwijl hij op zijn duim zuigt. Hij maakt zich niet druk om het feit dat hij een gemakkelijk doelwit is voor plagerijtjes vanwege dit gedrag. De deken heeft blijkbaar een eigen persoonlijkheid en bevocht zelfs ooit Lucy in een bokswedstrijd. Vanaf 1989 ging Linus zijn deken minder vaak gebruiken.
Linus is tegen zijn wil het liefje van Charlie Browns zusje Sally Brown. Zelf heeft hij een oogje op zijn lerares, Miss Othmar.
Linus wordt gedomineerd door zijn oudere zus Lucy, maar hij weerstaat haar gedrag vaak middels zijn intellect. Zo kan hij zich vaak uit een lastige situatie praten.